# Arakanski jezik
Arakanski jezik (ISO 639-3: mhv; povučen), naziv za bivši jezik koji je izgubio status zbog njegove podjele na dva jezika, pravi arakanski, danas nazivan rakhine [rki] i marma [rmz]. 
Ovim jezicima služe se Arakanci, dva naroda poznatih pod etničkim imenima Marma i Rakhine, pripadnici burmanske etnolingvističke skupine s obalnog područja Arakana u južnoj Burmi

## Vanjske poveznice
- Ethnologue (14th)